# Stakingswinst
Stakingswinst is van toepassing wanneer een onderneming, die onder de Inkomstenbelasting valt, wordt beëindigd - gestaakt - of overgedragen. De stakingswinst is het verschil tussen de (fiscale) boekwaarde en de werkelijke waarde, verminderd met de stakingsaftrek. Onder staken wordt ook verstaan het overlijden van de Ondernemer, wanneer de ondernemer gaat scheiden en in Huwelijksgemeenschap is getrouwd (geweest), wanneer de ondernemer emigreert of wanneer de onderneming wordt omgezet naar een B.V. of N.V.. Bij de laatste 3 situaties is er sprake van fictief staken van de onderneming.
De stakingswinst is onderdeel van de totaalwinst (artikel 3.8 IB) en is vastgelegd in de Wet inkomstenbelasting 2001.
Bij het fictief staken van de onderneming bestaan er diverse doorschuifregelingen. Wanneer er geopteerd wordt voor een doorschuifregeling, hoeft de verschuldigde belasting niet (direct) te worden afgedragen aan de Belastingdienst. 
Indien de onderneming gestaakt wordt de stakingswinst worden omgezet in een Lijfrente (Nederland). Via deze weg hoeft de belasting niet in 1 keer te worden afgedragen.